# Lista de bandeiras eslovenas
A seguir está uma lista de bandeiras da Eslovênia. Para mais informações sobre a bandeira nacional, veja Bandeira da Eslovênia.

## Bandeira Nacional
| Bandeira | Data            | Uso                              | Descrição                                                                                   |
| -------- | --------------- | -------------------------------- | ------------------------------------------------------------------------------------------- |
|          | 1991 – presente | Bandeira da Eslovênia            | Um tricolor horizontal de branco, azul e vermelho; carregado com o brasão no lado da talha. |
|          | 1991 – presente | Bandeira da Eslovênia (Vertical) |                                                                                             |

## Bandeiras do Governo
| Bandeira | Data            | Uso                                                        | Descrição |
| -------- | --------------- | ---------------------------------------------------------- | --- |
|          | 1991 – presente | Bandeira do Presidente da Eslovênia                        | Um campo branco com uma borda azul fina e dentro dele uma borda vermelha fina. O brasão nacional está no centro. |
|          | 1991 – presente | Bandeira do Presidente da Assembleia Nacional da Eslovênia | Campo vermelho com borda azul, com o brasão nacional ao centro.                                                  |
|          | 1991 – presente | Bandeira do Primeiro-ministro da Eslovênia                 | Campo azul com borda vermelha, com o brasão nacional ao centro.                                                  |
|          | 1991 – presente | Bandeira do Ministro da Defesa da Eslovênia                | Um campo carmesim com uma borda azul, no centro está o emblema do Exército Esloveno.                             |
|          | 1991 – presente | Bandeira do Chefe do Estado-Maior General da Eslovênia     | Um campo azul com uma borda carmesim, o centro contém o emblema do Exército Esloveno.                            |

## Bandeiras Políticas
| Bandeira | Data            | Uso                                          | Descrição |
| -------- | --------------- | -------------------------------------------- | --------- |
|          | 1937–1993       | Bandeira da Liga dos Comunistas da Eslovênia |           |
|          | 1989 – presente | Bandeira do Partido Democrático Esloveno     | [ 12 ]    |
|          | 1993 – presente | Bandeira dos Social-democratas da Eslovênia  |           |

## Bandeiras Militares
| Bandeira | Data            | Uso                                   | Descrição |
| -------- | --------------- | ------------------------------------- | --- |
|          | 1991 – presente | Bandeira das Forças Armadas Eslovenas | Um tricolor horizontal de branco, azul e vermelho, com o emblema do Exército Esloveno no centro. Rodeando-o em ouro (em esloveno) lê-se "República da Eslovênia; Exército Esloveno" . |
|          | 1995–1996       | Naval Jack da Eslovênia               | Campo azul marinho com o brasão nacional ao centro. |
|          | 1996-presente   | Jaque naval da Eslovênia              | Um tricolor horizontal de branco, azul e amarelo. |

## Bandeiras Históricas
| Bandeira | Data                | Uso | Descrição |
| -------- | ------------------- | --- | --- |
|          | 800-888             | Orilflamme Imperial de Carlos Magno | Um campo verde de 3 pontas com 8 cruzes douradas e 6 flores. |
|          | 907–962             | Bandeira do Principado da Hungria | Uma bandeira vermelha com cauda de andorinha. |
|          | 962–1401            | Bandeira do Imperador dos Romanos e do Rei da Alemanha                                                                                             | Uma águia negra num campo amarelo |
|          | 1077–1420           | Bandeira do Patriarcado de Aquileia | Uma águia dourada em um campo azul |
|          | 1102–1172           | Bandeira do Reino da Hungria | Uma bandeira vermelha com uma cruz latina branca no centro. |
|          | 1172–1196           | Bandeira do Reino da Hungria | Uma bandeira vermelha com uma cruz patriarcal branca no centro. |
|          | 1196–1301           | Bandeira do Reino da Hungria | Uma bandeira vermelha com uma cruz patriarcal branca em um suporte triplo verde no centro. |
|          | 1196–1301           | Bandeira da Dinastia Árpád | Oito listras horizontais alternando vermelho e branco. |
|          | 1301–1382           | Bandeira do Reino da Hungria | Oito listras horizontais alternando vermelho e branco com um padrão de flor-de-lis amarela em uma faixa vertical azul na talha. |
|          | 1387–1437           | Bandeira do Reino da Hungria | Bandeira vermelha dividida em quatro quadrantes: oito listras horizontais alternando branco e vermelho no primeiro e quarto quadrantes, uma águia branca no segundo quadrante e um leão branco no terceiro quadrante. |
|          | 1401–1430           | Bandeira Imperial do Sacro Imperador Romano e Bandeira do Sacro Império Romano                                                                     | Uma Águia Imperial exibida com uma auréola de zibelina armada e gules enfraquecidos. |
|          | 1420–1797           | Bandeira da República de Veneza | Um Leão dourado de São Marcos em um campo vermelho escuro acompanhado por seis sestiere em movimento. |
|          | 1430–1804           | Bandeira Imperial do Sacro Imperador Romano e Bandeira do Sacro Império Romano                                                                     | Uma águia preta de duas cabeças com halos em um campo amarelo. |
|          | 1440–1444           | Bandeira do Reino da Hungria | Bandeira vermelha dividida em quatro quadrantes: oito listras horizontais alternando branco e vermelho no primeiro e quarto quadrantes e uma águia branca no segundo e terceiro quadrantes. |
|          | 1458–1490           | Bandeira do Reino da Hungria | Uma bandeira vermelha com cauda de andorinha dividida em quatro quartos: oito listras horizontais alternando branco e vermelho no primeiro e quarto quartos, uma cruz patriarcal branca sobre uma montagem tripla verde no segundo quarto, um leão branco no terceiro quarto e o brasão de braços da família Hunyadi no centro.                                                                    |
|          | 1458–1490           | Bandeira do Reino da Hungria | Uma bandeira vermelha com cauda de andorinha dividida em quatro quartos: oito listras horizontais alternando branco e vermelho no primeiro quarto, uma cruz patriarcal branca em uma montagem tripla verde no segundo quarto, três cabeças de leopardos dourados coroados em um campo azul no terceiro quarto, um leão branco no quarto quarto e o brasão da família Hunyadi no centro.            |
|          | 1490–1516           | Bandeira do Reino da Hungria | Bandeira vermelha com cauda de andorinha dividida em quatro quadrantes: oito faixas horizontais alternando vermelho e branco no primeiro e quarto quadrantes e uma cruz patriarcal branca sobre montagem tripla verde no segundo e terceiro quadrantes. |
|          | 1516–1526           | Bandeira do Reino da Hungria | Uma bandeira vermelha com cauda de andorinha dividida em quatro quartos: oito listras horizontais alternando vermelho e branco no primeiro quarto, uma cruz patriarcal branca em uma montagem tripla verde no segundo quarto, três cabeças de leopardos dourados coroados em um campo azul no terceiro quarto, um leão branco no quarto quarto e uma águia branca em um escudo vermelho no centro. |
|          | 1754–1815           | Bandeira do Condado Principesco de Gorizia e Gradisca                                                                                              | Um bicolor horizontal de branco e vermelho. |
|          | 1804–1918           | Bandeira da monarquia dos Habsburgos e também bandeira do Império Austríaco. Às vezes usada como bandeira nacional não oficial da Áustria-Hungria. | Um bicolor horizontal de preto e amarelo. |
|          | 1809–1813           | Bandeira do Primeiro Império Francês | Um tricolor vertical de azul, branco e vermelho (proporções 3:2). |
|          | 1809–1813           | Bandeira da Itália Napoleônica | Composição formada por um retângulo verde inserido em um losango branco, por sua vez inserido em uma caixa vermelha, tendo ao centro uma águia imperial. |
|          | 1815–1866           | Bandeira da Confederação Alemã | Tricolor, composto por três faixas horizontais iguais de cor preta (parte superior), vermelha e dourada (parte inferior). |
|          | 1815–1816           | Bandeira do Reino Lombardo-Vêneto | Um campo amarelo delimitado por triângulos pretos e com a águia austríaca no centro. |
|          | 1816–1848           | Bandeira do Reino da Ilíria | Um bicolor horizontal de branco e vermelho com a águia austríaca no centro. |
|          | 1848–1918           | Bandeira do Ducado de Carniola | Um tricolor horizontal de branco, azul e vermelho. |
|          | 1849                | Bandeira do Estado Húngaro | Um tricolor horizontal de vermelho, branco e verde com o brasão do estado no centro. |
|          | 1849–1918           | Bandeira do Litoral Austríaco | um tricolor horizontal de amarelo, vermelho e azul com o brasão no centro. |
|          | 1850–1918           | Bandeira da Cidade Imperial Livre de Trieste | Um tricolor horizontal de vermelho (topo), branco e vermelho com uma lança dourada no centro. |
|          | 1869–1918           | Bandeira Mercante da Áustria-Hungria | Uma tribanda horizontal de vermelho, branco e vermelho/verde com o escudo austríaco no lado da talha e o pequeno brasão coroado da Hungria no lado da mosca. |
|          | 1869–1874           | Bandeira do Reino da Hungria | Um tricolor horizontal de vermelho, branco e verde com o pequeno brasão coroado no centro. |
|          | 1874–1896           | Bandeira do Reino da Hungria | Um tricolor horizontal de vermelho, branco e verde com o pequeno brasão coroado no centro. |
|          | 1896–1915           | Bandeira do Reino da Hungria | Tricolor horizontal de vermelho, branco e verde com o pequeno brasão coroado ladeado por dois anjos ao centro. |
|          | 1896–1915           | Bandeira Civil do Reino da Hungria | Um tricolor horizontal de vermelho, branco e verde com o brasão combinado das Terras da Santa Coroa Húngara no centro. |
|          | 1915–1918 1941–1944 | Bandeira do Reino da Hungria | Um tricolor horizontal de vermelho, branco e verde com o pequeno brasão coroado no centro. |
|          | 1915–1918           | Bandeira Civil do Reino da Hungria | Um tricolor horizontal de vermelho, branco e verde com o brasão combinado das Terras da Santa Coroa Húngara no centro. |
|          | 1918                | Bandeira do Estado dos Eslovenos, Croatas e Sérvios                                                                                                | Um tricolor horizontal de vermelho, branco e azul. |
|          | 1918–1941           | Bandeira do Reino da Iugoslávia | Três faixas horizontais iguais nas cores pan-eslavas, azul (topo), branco e vermelho. |
|          | 1941–1943 1945–1947 | Bandeira do Reino da Itália | Um tricolor italiano com escudo de Saboia e coroa real no meio. |
|          | 1941–1945           | Bandeira do Estado Independente da Croácia | Um tricolor de vermelho, branco e azul com o símbolo Ustaše no canto superior esquerdo (letra "U" cercada por entrelaçamento croata) e o brasão de armas croata (mas com o primeiro campo branco, em oposição ao vermelho) no centro . A bandeira usava cores Ustaše, proporções 2:3. |
|          | 1941–1945           | Bandeira da Alemanha Nazista | Um campo vermelho, com um disco branco com uma suástica preta num ângulo de 45 graus. O disco e a suástica estão ligeiramente descentralizados. |
|          | 1941–1946           | Bandeira dos Partisans Eslovenos | Três faixas horizontais iguais, branca (superior), azul e vermelha, com uma estrela vermelha na faixa branca central. |
|          | 1945–1946           | Bandeira da Iugoslávia Federal Democrática | Três faixas horizontais iguais nas cores pan-eslavas, azul (topo), branco e vermelho, com uma estrela vermelha na faixa branca central. |
|          | 1946–1991           | Bandeira da República Federal Socialista da Iugoslávia                                                                                             | Três faixas horizontais iguais nas cores pan-eslavas, azul (topo), branco e vermelho, com uma estrela vermelha com borda amarela no centro da bandeira. |
|          | 1946–1991           | Bandeira da República Socialista da Eslovênia | Três faixas horizontais iguais, branca (topo), azul e vermelha, com uma estrela vermelha com borda amarela no centro da bandeira. |
|          | 1947–1954           | Bandeira do Território Livre de Trieste | Um campo vermelho com uma lança branca no centro. |